# Stari Dvor
Stari Dvor je naselje v Občini Radeče.